# Камфоний
Камфоний (Camphonium). ганглиоблокатор. N-( -Диметиламинопропил)-камфидина дийодметилат.
Аналогичный дисульфометилат известен под названиями: Camphidonium, Methocamphonii methylsulfas, Ostensin, Ostensol, Trimethidinium methosulfate.

## Общая информация
Белый со слегка желтоватым оттенком кристаллический порошок. Растворим в воде, малорастворим в спирте.
Относится к бисчетвертичным аммониевым соединениям.
Показания к применению такие же, как для других ганглиоблокаторов этой группы.
Назначают под кожу, в мышцы и внутрь, а для контролируемой гипотензии — в вену.
При облитерирующем эндартерите, гипертонической болезни I-II стадии, язвенной болезни желудка назначают внутрь, начиная с дозы 0,005 г 1-2 раза в день; при хорошей переносимости дозу постепенно увеличивают до 0,01-0,05-0,1 г 1-2 раза в день. Лечение проводят курсами (по 2-3 нед).
Парентерально вводят, начиная с 0,5-1 мл 1% раствора (0,005-0,01); при хорошей переносимости разовую дозу можно увеличить до 0,05 г (5 мл 1% раствора); инъекции производят 1-2-3 раза в день.
При гипертонической болезни камфоний можно применять местно с другими гипотензивными средствами.
Для контролируемой гипотензии вводят в вену по 0,25-0,5-1 мл 1% раствора в течение 1-1,5 мин. При длительных операциях можно повторить инъекцию через 1-1,5 ч.

## Противопоказания
Возможные побочные явления и противопоказания такие же, как для всей группы ганглиоблокирующих препаратов.

## Форма выпуска
- Таблетки по 0,01 и 0,05 г
- 1% раствор в ампулах по 1 мл.